# قيمة تصبن
قيمة التصبن هي عدد ملليجرامات هيدروكسيد البوتاسيوم اللازمة لتصبن الدهن، أو الزيت، أو الشمع في جرام واحد من العينة من المادة المدروسة، باستخدام طريقة (ASTM) الجمعية الأمريكية للاختبار والمواد. وهي مقياس لمتوسط الوزن الجزيئي للأحماض الدهنية التي يتم دراستها.